# William Alexander Talbot
William Alexander Talbot ( 1847 - 1917) fue un botánico irlandés, que se desplazó a India donde desarrolló abundantes expediciones florísticas. Trabajó en el Departamento Forestal, uniéndose al servicio en 1870, siendo asistente de curador en 1876, y curador en 1901.

## Algunas publicaciones

### Libros
- 1902. Systematic list of the trees, shrubs, and woody-climbers of the Bombay Presidency. 230 pp.
- 1902. The trees, shrubs, and woody-climbers of the Bombay presidency. 385 pp. 3ª edición de 1949: 564 pp.
- 1909. Ranunculaceae to Rosaceae. Volumen 1 de Forest Flora of the Bombay presidency and Sind
- 1911. Forest flora of the Bombay Presidency and Sind. Volumen 1. 574 pp. Edición de 1976 de 1.100 pp.

## Honores

### Eponimia
Géneros
- (Acanthaceae) Talbotia S.Moore[1]

- (Velloziaceae) Talbotia Balf.[2]

Especies (más de 125)
- (Acanthaceae) Stenandriopsis talbotii (S.Moore) Heine[3]

- (Fabaceae) Astragalus talbotianus Aitch. & Baker[4]

- (Oxalidaceae) Biophytum talbotii (Baker f.) Hutch. & Dalziel[5]

- (Rosaceae) Geum talbotianum W.M.Curtis[6]

- (Smilacaceae) Smilax talbotiana A.DC.[7]

- (Rubiaceae) Oldenlandia talbotii (N.P.Balakr.) M.R.Almeida[8]

- (Rubiaceae) Pauridiantha talbotii (Wernham) Ntore & Dessein[9]

- La abreviatura «Talbot» se emplea para indicar a William Alexander Talbot como autoridad en la descripción y clasificación científica de los vegetales.[10]